# Arthur Miller
Arthur Asher Miller, ameriški dramatik, * 17. oktober 1915, New York, New York, ZDA, † 11. februar 2005, Roxbury, Connecticut.

## Življenje
Miller se je rodil v New Yorku, a se je družina kasneje preselila v majhno leseno hišo v Brooklynu (služila naj bi kot model hiše v drami Smrt trgovskega potnika). Otroštvo je preživljal z igranjem nogometa in bejzbola, prebiral je pustolovske zgodbe, skratka, ni vzbujal posebno intelektualnega videza. Po srednji šoli, leta 1932, je delal v skladišču z avtomobilskimi rezervnimi deli, da bi si zaslužil denar za študij. Po diplomi se je iz Anglije vrnil v New York, kjer je začel s pisanjem radijskih scenarijev. Millerjeva prva na Broadwayu opažena drama je bila Človek s pasjo srečo  (The Man Who Had All The Luck, 1944), tri leta kasneje (1947) pa je napisal dramo Vsi moji sinovi (All My Sons).
Drama Smrt trgovskega potnika (1949) mu je končno prinesla mednarodno slavo in postal je eden  glavnih junakov modernega ameriškega gledališča.
Leta 1949 je bil Miller poimenovan kot »Outstanding Father of the Year«  in ta naziv je še potrdil njegovo slavo uspešnega pisatelja.
Leta 1953 je napisal dramo Lov na čarovnice (The Crucible) in to Millerjevo besedilo je postalo eno najpogosteje uprizarjanih del, čeprav je bila prva uprizoritev na Broadwayu neuspešna.
Leta 1956 se je Arthur Miller drugič poročil. Tokrat s filmsko divo Marilyn Monroe, vendar je njun zakon, zaradi njenih težav, po petih letih propadel. K odrskemu ustvarjanju se je po devetih nedejavnih letih ponovno vrnil leta 1964 z zelo avtobiografsko dramo z naslovom Po padcu (After the Fall). Mnogi kritiki so bili mnenja, kljub avtorjevemu oporekanju, da je bil osrednji lik drame, k samouničenju nagnjena Maggie, navdihnjen pri Marilyn Monroe.
Smrt trgovskega potnika je delo z mnogimi ekspresionističnimi podtoni in ostaja ena najbolj občudovanih Millerjevih dram, čeprav si kritiki niso bili edini, ali je samomor v drami dejanje strahopetnosti ali poslednja žrtev na oltarju ameriških sanj.
Miller je pisal drame, v katerih je nadaljeval realistično-analitično tradicijo 19. stoletja, ki jo je obogatil s pridobitvami ekspresionizma, nadrealizma in tudi filmske tehnike. V svojih knjigah je prikazoval usode preprostih ljudi v ameriški družbi in varljivi sijaj njenih vrednot. V drami Lov na čarovnice pa je opisal tudi inkvizitorski teror fanatične desnice. Pisal je tudi radijske igre, filmske scenarije in roman o rasizmu. Njegovo najbolj znano in največkrat uprizorjeno delo je Smrt trgovskega potnika.

## Dela

### Drame
- Vsi moji sinovi (1947)
- Smrt trgovskega potnika (1949)
- Lov na čarovnice (1953)
- Pogled z mostu (1955)
- Spomin na dva ponedeljka (1955)
- Neprilagojeni (1961)
- Po padcu (1964)
- Dogodek pri Vichyiu (1965)